# Dark Angel (serie televisiva)
Dark Angel è una serie televisiva statunitense di genere fantascientifico cyberpunk creata da James Cameron e Charles H. Eglee. La serie debuttò nell'ottobre del 2000 in America sul canale Fox e fu cancellata dopo due stagioni. Ambientata in una Seattle postapocalittica, fu girata a Vancouver, negli studi della LionsGate.

## Trama
Stati Uniti, anno 2009. Un segretissimo centro di ricerca nel Wyoming, chiamato "Progetto Manticore", crea attraverso la manipolazione genetica esseri umani potenziati allo scopo di addestrarli come soldati. Undici bambini del gruppo, composto da "X5" - l'X5 è una specifica classe di esseri umani geneticamente potenziati, i cui appartenenti portano dietro al collo un codice a barre, impresso geneticamente -, evadono la sicurezza dell'edificio e riescono a fuggire, ma sono costretti a dividersi per sopravvivere. Alcuni mesi dopo la loro fuga, un ordigno nucleare esplode nella ionosfera sopra la costa orientale degli Stati Uniti: la potentissima onda elettromagnetica prodotta dall'esplosione azzera i sistemi informatici e di comunicazione di gran parte della nazione, causando una grande depressione economica e portando il Governo verso uno Stato di Polizia. Dieci anni dopo, una dei fuggitivi, che ha come nome in codice "X5-452", si fa chiamare Max Guevara e vive a Seattle, in cui lavora come corriere della Jam Pony di giorno e arrotonda il salario come ladra di notte. Per rubare un prezioso oggetto antico, si introduce nella casa di Logan Cale, un ricco idealista che si rivela essere "Solo Occhi", un hacker solitario che denuncia periodicamente crimine e illegalità bloccando i programmi televisivi e trasmettendo bollettini video in streaming della durata di 60 secondi. Max stringe un patto con lui, promettendo di aiutarlo nella lotta contro la criminalità in cambio di informazioni su Manticore e aiuti nella ricerca dei suoi fratelli fuggiti. Allo stesso tempo, il colonnello Donald Lydecker, che aveva personalmente addestrato il gruppo di Max, è anch'egli sulle tracce dei soggetti geneticamente modificati, che spera di ritrovare e ricondurre a Manticore. Al termine della prima stagione, Max viene infine catturata e costretta a rientrare nel programma di addestramento. Con l'inizio della seconda, grazie all'aiuto di un altro X5 chiamato Alec, e di Joshua, un uomo-cane che vive nei sotterranei di Manticore, che non porta alcun codice a barre, Max riesce a fuggire. Manticore viene distrutta e da essa fuggono centinaia di esperimenti scientifici, che non sempre hanno sembianze umane. Seattle è invasa quindi da mutanti e Max fa fatica a proteggere coloro che, seppur di aspetto diverso, hanno buone intenzioni (con qualche rara eccezione) e non sono pericolosi. Alla fine della serie, Max, Logan, Alec e Joshua, con l'appoggio degli amici di Max alla Jam Pony, i quali hanno infine scoperto la vera natura della ragazza, si rifugiano insieme a tutti gli altri esseri geneticamente modificati all'interno di Terminal City, una zona disabitata di Seattle, in cui vengono presi d'assedio dalla polizia e danno inizio alla resistenza.

## Personaggi e interpreti

### Personaggi principali
- Max Guevara (stagioni 1-2), interpretata da Jessica Alba, doppiata da Myriam Catania, nome in codice X5-452, è una degli X5, cerca di nascondersi tra l'umanità normale e nel contempo riunirsi agli altri fuggitivi di Manticore. Jessica Alba, che deve il successo e il lancio nel mondo del cinema proprio a questa serie, ha inoltre interpretato il clone di Max, Sam/X5-453.
- Logan Cale/Solo Occhi (stagioni 1-2), interpretato da Michael Weatherly, doppiato da Riccardo Niseem Onorato (stagione 1) e Francesco Bulckaen (stagione 2), un giornalista che diviene alleato e poi fidanzato di Max.
- Cynthia "Original Cindy" McEachin (stagioni 1-2), interpretata da Valarie Rae Miller, doppiata da Sabrina Duranti (stagione 1) e Roberta Pellini (stagione 2), un'amica di Max.
- Donald Michael Lydecker (stagioni 1-2), interpretato da John Savage, doppiato da Gino La Monica. È il colonnello a capo di Manticore, principale nemico di Max e degli altri fuggitivi nella prima stagione.
- Reagan "Normal" Ronald (stagioni 1-2), interpretato da J. C. MacKenzie, doppiato da Stefano Benassi. È il capo della Jam Pony e si dimostra insensibile verso i suoi dipendenti.
- Calvin "Sketchy" Theodore (stagioni 1-2), interpretato da Richard Gunn, doppiato da Christian Iansante, uno dei corrieri della Jam Pony.
- Alec McDowell/X5-494 (stagione 2), interpretato da Jensen Ackles, doppiato da Francesco Venditti è il compagno assegnato a Max a Manticore, che diviene suo amico dopo la fuga. L'attore aveva inoltre interpretato il fratello gemello di Alec, Ben/X5-493, nella prima stagione.
- Herbal Thought (stagione 1), interpretato da Alimi Ballard, doppiato da Fabrizio Vidale.
- Kendra Maibaum (ep. 1-13), interpretata da Jennifer Blanc, doppiata da Federica De Bortoli.
- Joshua (stagione 2), interpretato da Kevin Durand, doppiato da Fabrizio Pucci, uno degli esperimenti di Manticore, un uomo con geni di cane.
- Ames White (stagione 2), interpretato da Martin Cummins, doppiato da Massimo Lodolo, principale nemico della seconda stagione.
- Asha Barlowe (stagione 2), interpretata da Ashley Scott, doppiata da Barbara De Bortoli.

### Personaggi ricorrenti
- Elizabeth Renfro/Madame X, interpretata da Nana Visitor, doppiata da Barbara Castracane.

#### I dodici fuggitivi del 2009
Oltre Max, nella serie appaiono altri sette fuggitivi da adulti, mentre i restanti compaiono solo nei libri.
- Zack (X5-599), interpretato da William Gregory Lee, appare negli episodi 1x05, 1x07, 1x08, 1x13, 1x19, 1x20, 1x21, 2x01 e 2x07.
- Ben (X5-493), interpretato da Jensen Ackles, appare nell'episodio 1x17.
- Brin (X5-734), interpretata da Nicole Bilderback, appare negli episodi 1x07, 1x19, 1x20, 1x21.
- Tinga (X5-656), interpretata da Lisa Ann Cabasa, appare negli episodi 1x13, 1x19, 1x20, 1x21.
- Zane (X5-205), appare nell'episodio 1x13.
- Syl (X5-701), interpretata da Nicki Aycox, appare nell'episodio 1x22.
- Krit (X5-471), interpretato da Joshua Alba, appare nell'episodio 1x22.
- Jondy (X5-210), non viene mai mostrata da adulta.
- Seth (X5-751), appare solo nei libri.
- Vada, appare solo nei libri.
- Kavi, appare solo nei libri.

Nella serie vengono oltre menzionati altri X5 che non sono riusciti a scappare:
- Jack (X5-417), che morì per un attacco di convulsioni,
- Eva (X5-766), a cui sparò Lydecker e morì prima di riuscire a scappare,
- Jace (X5-798) (interpretata da Shireen Crutchfield nell'episodio 1x14), che cambiò idea all'ultimo minuto e non fuggì insieme agli altri.

## Episodi
Negli Stati Uniti la prima stagione di Dark Angel andò in onda su Fox a partire dal 3 ottobre 2000. Trasmessa ogni martedì sera dopo That '70s Show e Titus, occupò la stagione televisiva a cavallo tra il 2000 e 2001 ed ebbe una media di 10 milioni di spettatori ad episodio. Nonostante i discreti risultati di ascolto, Fox prese la decisione di trasmettere la stagione seguente di Dark Angel il venerdì sera (tradizionalmente la serata televisiva meno seguita dal pubblico statunitense, detta infatti death slot) precedendo una nuova serie, Pasadena. Si profilò così il declino della serie, che si chiuse, dati i bassi ascolti, con un episodio finale diretto dallo stesso James Cameron.
| Stagione         | Episodi | Prima TV originale | Prima TV Italia |
| ---------------- | ------- | ------------------ | --------------- |
| Prima stagione   | 21      | 2000-2001          | 2003            |
| Seconda stagione | 21      | 2001-2002          | 2003            |

## Premi e riconoscimenti
- 2000 - Saturn Award
  - Migliore attrice televisiva (Jessica Alba)
- 2000 - Golden Globe
  - Nomination per Migliore attrice in una serie televisiva drammatica (Jessica Alba)
- 2001 - People's Choice Award
  - Nuova serie televisiva drammatica preferita dal pubblico
- 2001 - TV Guide Awards
  - Miglior attrice debuttante dell'anno (Jessica Alba)
- 2001 - Teen Choice Award
  - Migliore attrice (Jessica Alba)
- 2001 - Canadian Society of Cinematographers Award
  - Miglior regista in una serie televisiva
- 2001 - International Monitor Awards
  - Migliori effetti speciali in una serie televisiva

## Spin-off
Lo scrittore Max Allan Collins ha scritto una trilogia di romanzi tratti dalla serie: Dark Angel: Prima dell'alba (2002), un prequel ambientato tra il 2009 e il 2019; Dark Angel: Skin Game (2003), ambientato invece tra il marzo e il maggio del 2021; Dark Angel: After the Dark (2003), ambientato nel dicembre 2021.
Dark Angel: The Eyes Only Dossier (2003) è invece una collezione di documenti sulle indagini di Solo Occhi.
Nel 2003 è stato inoltre distribuito un videogioco, James Cameron's Dark Angel.

## Censure nella versione italiana
Nell'episodio della prima stagione Operazione Brin, un uomo chiede a Lydecker se sia al corrente della situazione del Vaticano dopo l'elezione del nuovo Papa, che si è schierato contro i loro alleati nel Parlamento italiano; successivamente l'uomo, in maniera implicita, chiede a Lydecker di far uccidere il Pontefice. Nella versione italiana, nel discorso non viene citato né il Vaticano né il Parlamento italiano.

## Curiosità
Alcune scene iniziali del film Hitman - L'assassino, che mostrano momenti d'infanzia dell'Agente 47, sono state girate per l'episodio pilota di Dark Angel. I protagonisti di entrambe le opere hanno un codice a barre dietro la testa.